# V Klavirski Koncert, Carski (Betoven)
Koncert za klavir i orkestar broj 5. Es - Dur, opus 73. Carski, Ludviga van Betovena

## Opšte karakteristike
Koncert za klavir i orkestar broj 5. Es - Dur, opus 73, nastao 1809. godine, poslednji je i najveći u ciklusu Betovenovih klavirskih koncerata. Kod šire publike, on je i najpopularniji, pre svega zbog svojih snažnih melodijskih i idejnih oprečnosti između dramatičnog i intimnog, a zatim i zbog svoje blještave, raskošne instrumentacije i orkestarskog aparata. Svojim sadržajem, ovaj je Koncert definitivno ukazao na put kojim će ići stvaraoci u epohi romantike XIX veka, jer je on upravo prvi najveći primer koncerta te epohe. Tri njegova stava obrazuju celinu trajanja 40 minuta. Zbog svojih blještavih zvučnih boja i kolosalnih idejnih rešenja, ovaj Koncert je nazvan Carski.

## Forma i analiza dela
Prvi stav je moćni Allegro trajanja polovine ukupne vremenske dužine Koncerta. Karakteriše ga snažan marševski pokret, ali bez one sakralne karakteristike koju smo imali u prvom stavu Četvrtog Koncerta. Odmah na početku, nalazimo se pred neobičnim muzičkim materijalom: stav započinju fortisimo akordi čitavog orkestra, na koje solista daje improvizatorske pasaže, na koje orkestar zatim odgovara jednom kratkom izražajnom melodijom. Ovaj postupak se zatim dva puta ponavlja i tada iskače veličanstvena prva tema koju donose violine. Prvu notu, one izvode picikato, a nastavljaju njen razvoj coll' arco (gudalom). Klarinet zatim daje svoj eho, a orkestar nastavlja razvoj tematskog materijala. Nastupa dvodelna druga tema: prvi njen deo modulira u es-moll, a predvode ga viole; drugi deo se vraća u osnovni Es-Dur i praćen je udarima timpana. Nakon ovoga, Betoven ponovo ubacuje prvu temu. Intersantne su i sporedne teme: jedna koju donosi oboa, pa je preuzima flauta i drugu u violinama, koju prate violončela i basovi, sa fanfarnim završetkom. Ova kolosalna ekspozicija se zatim ponavlja, a u ponavljanju se javlja i karakterističan preobražaj druge teme, iz h-mola (jedan leggieramente u klaviru, gde desna ruka proširuje melodiju svojim triolama, a u levoj se javlja motiv u timpanima iz Es-Dur epizode druge teme) u B-Dur, nakon jedne varijacije u Ces-Duru. Sledi razvojni deo, sa karakterističnim fanfarnim dijalogom između soliste i orkestra i oktavnim pasažima koji se ukrštaju. Treći deo stava je klasična repriza, a pri kraju, prvi put u istoriji klavirskog koncerta, u celini ispisana Betovenova kadenca - tu već ništa nije prepušteno improvizovanju. Sve u svemu, jedan kolosalan i originalan sonatni stav, prototip prvog stava Devete Simfonije.
Drugi stav je Adagio un poco mosso. Prema Karlu Černiju, Betoven je, pišući ovaj stav, mislio na pobožne pesme austrijskih hodočasnika. Na ovaj religiozni momenat ukazuje već početak, gde nastupaju prigušene violine. Klavirska deonica na to odgovara temom koju će Betoven kasnije upotrebiti u svojoj velikoj Misi Solemnis (stav Benedictus qui venit...). A kada, nakon izlaganja solista preuzme glavnu temu, ona prolazi kroz par varijacija i vraća se u svoj prvobitni oblik gde je donosi flauta uz akordsku pratnju gudača. Na to zatim solista ponovo daje svoje odgovore. Iz te igre nastaje sanjalački završetak stava, koji se zatim otkriva kao prvo i smireno izlaganje završnog stava, koji se direktno nadovezuje. To je Rondo - Allegro, koga nad pedalom rogova, predvodi solista. Vesela i razigrana tema se sastoji iz dva dela, oba sa po osam taktova, koji se jasno razlikuju. Prvi deo je sastavljen iz dva jednaka dela snažne ritmike, dok je drugi u stilu glavne misli prvog stava Sedme Simfonije, koju je ovaj Klavirski Koncert uostalom i inspirisao. Ovaj razigrani muzički materijal se uliva u veličanstvenu završnicu, potcrtanu snažnim melodijsko - ritmičkim skokovima svih izvođača.

## Izvođači
Artur Rubinštajn, klavir i Bostonski Simfonijski Orkestar, dirigent: Erih Lajnsdorf
Božidar Noev, klavir i Beogradska Filharmonija, dirigent: Emil Tabakov.